# Johann Leichin
Johann Leichin (* 1. November 1875 in Wien; † 15. Dezember 1960 in Graz) war ein österreichischer Politiker (SPÖ). Leichin war von 1928 bis 1934 Landesrat in der Steiermärkischen Landesregierung und von 1945 bis 1949 Mitglied des Bundesrats.

## Leben
Leichin besuchte nach der Volksschule die Bürgerschule und erlernte den Beruf des Vergolders. Er arbeitete ab 1911 als Redakteur in Krumau, wurde 1912 Redakteur in Klagenfurt und war zwischen 1916 und 1934 als Buchhandlungsgeschäftsführer in Graz beschäftigt. In der Folge war Leichin Direktor der Steiermärkischen Landesdruckerei.

## Politik
Leichin trat 1894 der Gewerkschaft bei und war zwischen 1919 und 1934 Abgeordneter zum Steiermärkischen Landtag. Zwischen dem 4. Dezember 1930 und dem 12. Februar 1934 hatte Leichin zudem das Amt eines Landesrates in der Steiermärkischen Landesregierung inne. Nach der Niederschlagung des Österreichischen Bürgerkriegs 1934 verlor Leichin seine politischen Mandate und wurde 1934 im Anhaltelager Wöllersdorf interniert. Zudem war er 1938 und 1944 aus politischen Gründen mehrere Wochen in Haft.
Nach dem Ende des Zweiten Weltkriegs vertrat Leichin die SPÖ vom 19. Dezember 1945 bis zum 5. November 1949 im Bundesrat.